# جريجوري البطريرك
جريجوري البطريرك أو جرْجِير (باليونانية: Γρηγόριος)‏، (باللاتينية: Flavius Gregorius)‏ (المتوفي سنة 647 م) حاكم إفريقية البيزنطي، والمنتمي لسلالة الهراقلة التي حكمت الإمبراطورية البيزنطية في تلك الفترة. كان جريجوري من المؤيدين بشدة للمسيحية الخلقدونية، وقاد تمردًا في سنة 646 م ضد الإمبراطور قسطنطين الثاني لدعم الأخير للمونوثيليتية. وبعد فترة وجيزة من إعلان نفسه إمبراطورًا، واجه جريجوري الغزو الإسلامي لإفريقية سنة 647 م. واجه جريجوري المسلمين، لكنه هُزم هزيمة ساحقة وقتل في سبيطلة.